# كيم همر
كيم همر (بالإنجليزية: Kim Hammer)‏ هو سياسي أمريكي، ولد في 11 أغسطس 1958 في روكفورد في الولايات المتحدة. حزبياً، نشط في الحزب الجمهوري. وقد انتخب عضو مجلس نواب أركنساس.

## وصلات خارجية
- الموقع الرسمي